# Club Social y Deportivo Frontera Rivera Chico
Este articulo es sobre Frontera Rivera Chico, club afiliado a OFI. No debe confundirse con el club profesional Frontera Rivera Renegades.
El Club Social y Deportivo Frontera Rivera Chico, más conocido como Frontera Rivera Chico, Frontera Rivera o simplemente Frontera, es un club de fútbol uruguayo de la ciudad de Rivera, fronteriza con el estado de Brasil. Es producto de la fusión el 23 de septiembre de 1973 del C.S. Rivera Chico (fundado el 1 de octubre de 1932) y el C.A. Fronteras (fundado el 2 de junio de 1944). El 1 de octubre de 2012, el club festejó sus 80 años de vida, haciendo referencia a la fecha de fundación del primero de ellos.
Frontera Rivera Chico participó de la Liguilla Pre-Libertadores de 1995 y de la Segunda División Profesional de 1997. Su club derivado, Frontera Rivera, continuó con su trayectoria en el profesionalismo entre 1998 y 2000. Actualmente Frontera Rivera Chico participa de la Liga Departamental de Rivera, dentro del régimen de OFI,como una entidad distinta a Frontera Rivera Renegades que a partir de 2024 regresó a la competencia en AUF.

## Historia

### Sus orígenes
El 1 de octubre de 1932 se fundó el Club Social Rivera Chico, y el 2 de junio de 1944 se fundó el Club Atlético Frontera (llamado Platense hasta 1946). Ambos se fusionan el 23 de septiembre de 1973 y el club pasa a llamarse Frontera Rivera Chico, obteniendo los campeonatos departamentales de 1980 y 1984.
El Club Atlético Platense, había adoptado el nombre de la institución calamar argentina, ya que esta fue la única que envió un juego de camisetas blancas con franja horizontal marrón. En su segundo año en la Divisional Intermedia, Platense conquistó el ascenso a la Primera División (de la Liga de Rivera) jugando con camiseta roja con cuello y puños amarillos y pantalón blanco. El periódico Tribuna Blanca en una de sus crónicas deportivas, se refirió a la institución como “los Rojos de Cuaró” (13 de julio de 1945). Antes de su debut en la Primera División, el Club Atlético Platense pasó a denominarse Club Atlético Fronteras. 
El 23 de septiembre de 1973 se fusionan el Club Social Rivera Chico y el Club Atlético Frontera dado origen al Club Social y Deportivo Frontera Rivera Chico, para luego adoptar el nombre actual: Frontera Rivera Fútbol Club.
En el año 1995, Frontera Rivera Chico fue finalista de la Copa Nacional de Clubes perdiendo el trofeo frente al Club Porongos de Flores. Igualmente esto le permitió clasificar a la Liguilla Pre-Libertadores de 1995 (torneo disputado en su totalidad en el Estadio Centenario de Montevideo) participando por primera vez del fútbol AUF. Enfrentó además de al propio Porongos a los mejores equipos profesionales de Montevideo de ese año: Liverpool, Defensor Sporting, Peñarol, Nacional, River Plate y Wanderers.

### Surgimiento profesional
Esa experiencia vivida durante el verano de 1996 de disputar la Liguilla ante clubes profesionales, motivó a Frontera Rivera Chico a solicitar la afiliación a la Asociación Uruguaya de Fútbol (siendo, después de Deportivo Maldonado, el segundo equipo del interior no metropolitano en realizarlo), y a partir del año 1997 compitió en la Segunda División Profesional.
La experiencia no fue buena para Frontera Rivera Chico: finalizó último y debía descender, pero había una traba reglamentaria: la categoría inferior, la Liga Metropolitana Amateur estaba reservada para clubes de Montevideo o su área metropolitana. Entonces, se ejecutó el descenso de Frontera Rivera Chico (suplantado por El Tanque Sisley que ascendió), y para permitir la continuidad del equipo riverense se creó un nuevo club afiliado a la AUF: el Frontera Rivera Fútbol Club. Entonces, la Segunda División pasó de 13 a 14 clubes para el campeonato de 1998.

### Frontera Rivera FC
ver: Frontera Rivera Fútbol Club
Frontera Rivera FC fue fundado el 15 de enero de 1998 con el objetivo de participar de la Segunda División de ese mismo año. Según notas de la época, el club reconoció y declaró ser la "continuidad histórica, jurídica y espiritual de Frontera Rivera Chico", sin embargo esta complejidad de generar dos instituciones distintas acarreó dificultades jurídicas entre otras cosas al momento de cobrar los impagos,conflictos que perduran hasta el día de hoy.
Frontera Rivera participó durante 3 años del profesionalismo. En 1998, obtuvo al ascenso a Primera División al ganar la Liguilla por el segundo ascenso. Este hito marcó que Frontera fuera el primer club del interior de la historia en ascender a la máxima categoría.
Participó en Primera durante 2 temporadas: 1999 y 2000, descendiendo luego de perder un repechaje ante Fénix, que accedió como subcampeón de la Liguilla de Segunda División. Durante mucho tiempo se protestó que ese descenso fue manipulado, pero las denuncias presentadas (contra la AUF, la empresa Tenfield y los árbitros Gustavo Méndez y Daniel Bello) fueron archivadas por la Justicia. 

### Frontera Rivera Chico en la actualidad
En 2001, Frontera Rivera no pudo hacer frente a la adversidad del descenso y no participó más, debido a las fuertes deudas contraídas por el mal manejo financiero de la institución que se volvieron impagables, y por lo tanto el club quedó inhabilitado de continuar participando.
Sin poder competir en el profesionalismo, la atención de la masa societaria en las primeras 2 décadas del siglo XXI se centró en re-afiliar a Frontera Rivera Chico a la Liga de Rivera y retornar a las actividades dentro del marco de la OFI. Desde entonces no ha logrado campeonar en la Primera, pero si ha obtenido 3 ascensos, y 2 títulos de Primera B (2016 y 2018).
Al conocerse la re afiliación del ahora llamado Frontera Rivera Renegades a la AUF en 2024, Frontera Rivera Chico declaró mediante comunicado oficial que ambos clubes no tienen ninguna relación entre sí; siendo dos instituciones diferentes, con distinta personería jurídica y distintas autoridades.Durante 2024, mientras el Frontera Renegades participa en competencias AUF, Frontera Rivera Chico continua participando en la Liga de Rivera como es habitual.

## Símbolos

### Escudo y bandera
Tanto en el escudo como en la bandera institucional, predomina el color rojo y amarillo característico del club. En el caso del escudo, ha sufrido algunas variaciones con el paso de los años.
Evolución del escudo de Frontera Rivera
|  |  |  |  |

## Uniforme
- Uniforme titular: Camiseta roja con vivos amarillos, short blanco con líneas naranjas en los costados, medias rojas.
- Uniforme alternativo: Camiseta amarilla con vivos rojos, short blanco con líneas naranjas en los costados , medias rojas.

## Estadio

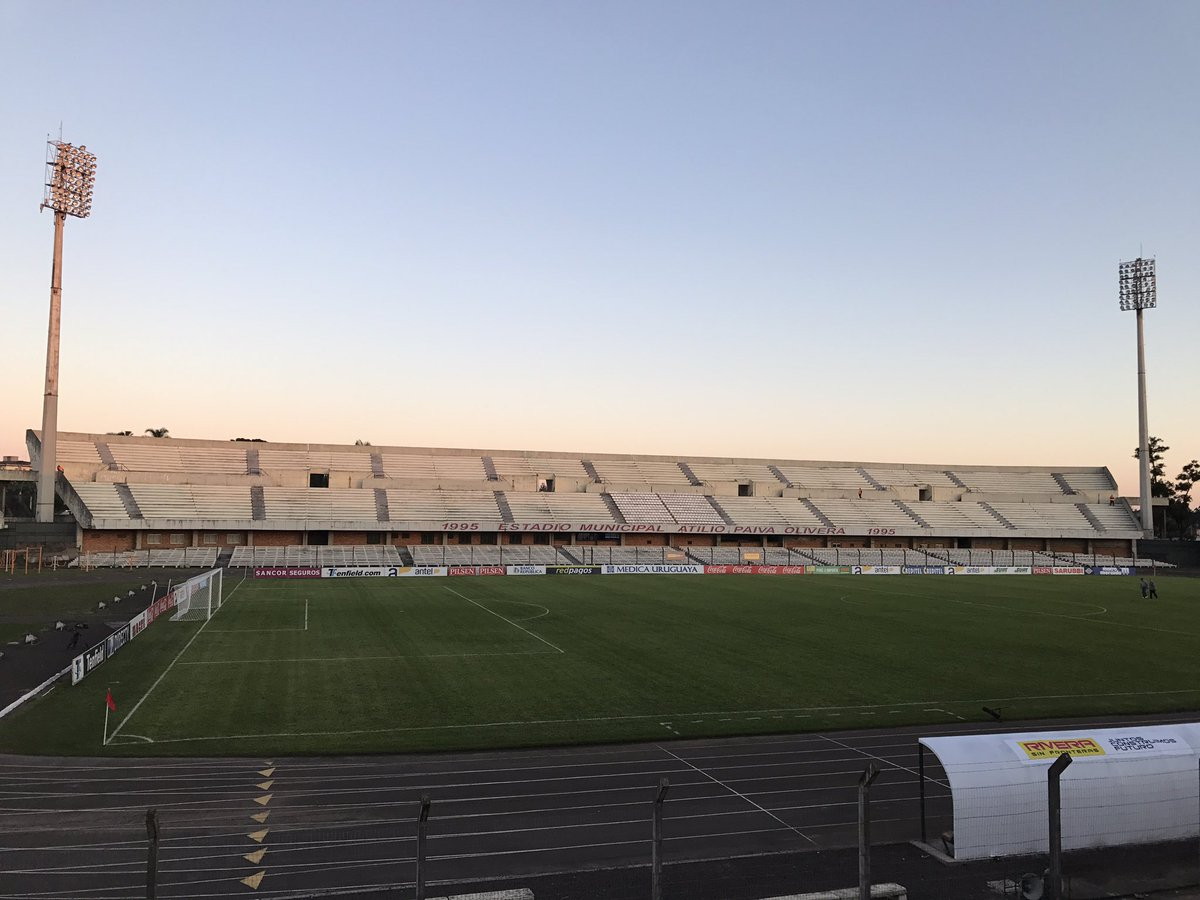
Imagen del estadio.

Frontera Rivera Chico no posee estadio propio. Como todos los clubes de la Liga de Rivera, juega sus partidos en campo neutral. Se utiliza principalmente el Estadio Atilio Paiva Olivera, de propiedad municipal y con capacidad para 27.135 espectadores.Otro escenario para disputar encuentros de la Liga es el "Parque Pedro Estevez".

## Datos del club
- Temporadas en 1º: 2 (1999 y 2000).
- Temporadas en 2º: 2 (1997 y 1998).[18]
- Temporadas en 3°: 1 (2024)
- Primer partido en Primera División: Peñarol 1 - Frontera Rivera 1 (Estadio Centenario, 13 de marzo de 1999).[19]
- Primer gol en Primera División: Carlos Walter Silva (mismo partido).
- Primera victoria en Primera División: Rampla Juniors 1 - Frontera Rivera 2 (Estadio Olímpico, 28 de marzo de 1999).[20]

- Registro histórico: En el fútbol profesional.[21]

| Competición                  | Temp. | PJ | PG | PE | PP | GF | GC  | Dif. | Puntos | Títulos |
| ---------------------------- | ----- | -- | -- | -- | -- | -- | --- | ---- | ------ | ------- |
| Primera División             | 2     | 61 | 16 | 11 | 34 | 85 | 118 | -33  | 59     | -       |
| Segunda División Profesional | 2     | 53 | 19 | 10 | 24 | 66 | 81  | -15  | 67     | -       |

## Palmarés

### Torneos departamentales y locales
| Organizados por OFI                        | Organizados por OFI                           | Organizados por OFI |
| Competición Departamental                  | Títulos                                       | Subcampeonatos      |
| ------------------------------------------ | --------------------------------------------- | ------------------- |
| Copa Nacional de Clubes                    |                                               | 1995                |
| Liga Departamental de Fútbol de Rivera (8) | 1947 1953, 1963, 1967, 1969, 1980, 1994, 1996 |                     |
| Liga Departamental de Fútbol de Rivera B   | 2013, 2018                                    |                     |